# Parque Nacional Río Pilcomayo
O Parque Nacional Río Pilcomayo foi criado em 1951, a cinco quilômetros de Laguna Branca, na província de Formosa, na Argentina. Possui 48 000 ha.

## Características
A área protege uma zona representativa dos ambientes do chaco oriental. Devido aos variados tipos de climas e solos, existem distintas comunidades de vegetais:
- Selva de Rivera
- Monte Forte

Ambos albergam espécies de grande porte. Os menores crescem em árvores de menor tamanho.
Este impenetrável monte é habitado por animais como pumas e aves. No setor mais baixo habitam outros tipos de animais, como o lobo-guará (todos estes animais têm a particularidade de possuir largas extremidades que permitem ir com comodidade para pastos e zonas alagadas.
Os ambientes aquáticos são habitados por cegonhas, garças e patos; ademais espécies de jacarés (o preto e o oveiro). Peixes destas águas possuem adaptações que lhes permitem sobreviver em períodos de secas.
Este parque foi incluído na Lista de Zonas Úmidas de Importância Internacional (Convenção de Ramsar).